# Regione di Ica
Ica è una circoscrizione del Governo regionale del Perù ubicata nella parte sud-centrale del Perù, di fronte all'oceano Pacifico. La sua capitale è la città di Ica.
Questa zona abbraccia quasi interamente il deserto costiero peruviano, nelle sue valli costiere si svilupparono culture regionali dell'antico Perù. Oggi si distingue per la sua notevole produzione ed esportazione agricola.

## Storia
I resti archeologici suggeriscono che circa 8800 anni fa, nella località "Santo Domingo de Paracas", ci furono colonie umane. Fossili di Guayaba, tuberi e Frutta, resti di vestiti fatti con fibre di cactus e pelli di camellidi, furono scoperti in questo territorio. I resti fossili appartengono alla era terziaria e all'era quaternaria, conferendo al territorio il titolo di regione più antica del paese. Con la scoperta del giacimento archeologico di Santo Domingo si può affermare che il primo agricoltore dell'continente si stabilì in questa regione, avendo trovato, oltre ai suoi resti, una piccola quena di soli 5 cm.

### Epoca Preispanica
Le civiltà Nazca e Paracas vissero nel territorio di Ica.
I Paracas praticavano la trapanazione del cranio e persone vive, con coltelli di ossidiana. Raggiunsero uno straordinario sviluppo nell'arte tessile: impiegarono circa 200 sfumature de colori e fino a 22 tinte in una singola tela.
I Nazca si distinsero per i loro rudimenti di ingegneria idraulica, costruendo acquedotti e canali sotterranei rinforzati con pareti interne di pietra e coperture di huarango. 
Inoltre, si distinsero per le loro ceramiche policrome.
Successivamente a queste due civiltà e nella zona nord della regione si sviluppò la civiltà Chincha che fu caratterizzata dalle abilità nautiche e commerciali; sembra che mantennero eccellenti relazioni con gli Inca dopo la loro conquista ai tempi dell'imperatore Pachacútec.
Nel XV secolo, Pachacútec conquistò tutta la zona e la annesse al Tawantinsuyo. All'epoca dell'Impero inca e sotto la dominazione di Pachacútec, questa regione rifornì di prodotti agricoli il Cuzco.

### Conquista e vicereame

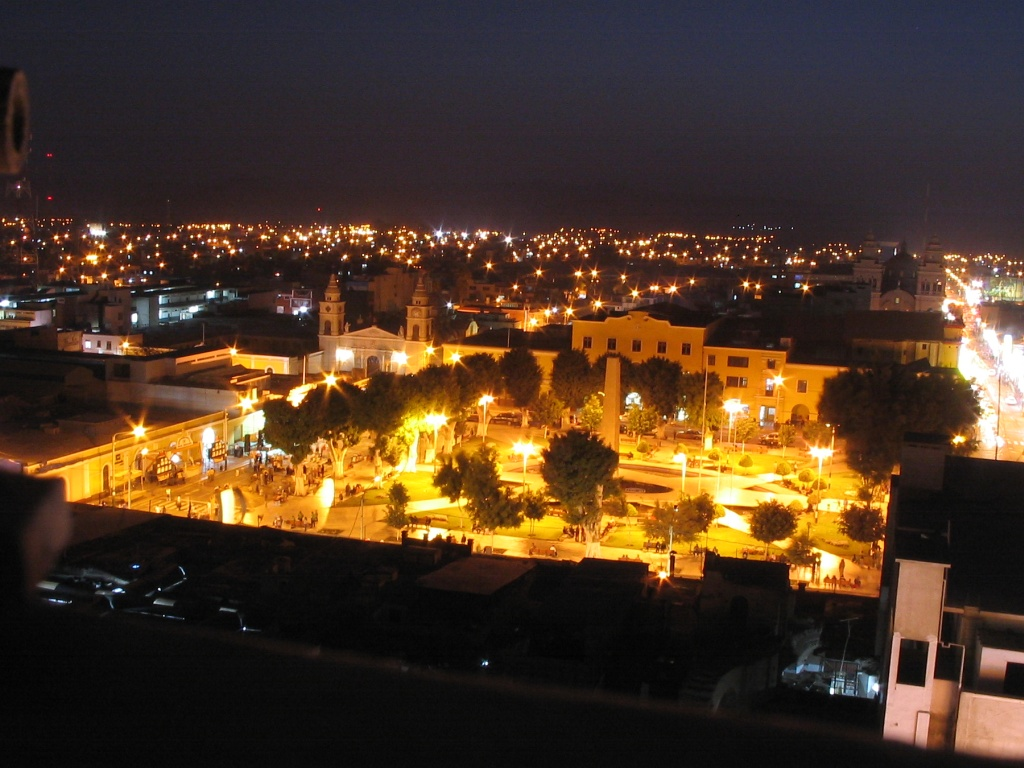
Piazza d'Armi di Ica, zona più antica della capitale del dipartimento.

Nel 1534, Nicolás de Rivera uomo molto legato a Francisco Pizarro, stava cercando un luogo adeguato per fondare la capitale della conquista. Scelse la zona di Pisco, dove fondò la Villa di Sangallán, ma Pizarro preferì la valle del Rímac.
Rivera dovette quindi affrontare e sottomettere le popolazioni indigene della zona di Ica, Chincha, Pisco e Nazca. Successivamente fece costruire nei suoi domini, fattorie, ospedali per gli abitanti del luogo e una chiesa (che sorgeva dove ora sorge il tempio del Signore di Luren.
Il 17 giugno 1563, il capitano spagnolo Luis Jerónimo de Cabrera, fondò la Villa de Valverde di Ica. Poi a causa di vari terremoti e per ordine del Viceré Conte de Nieva, la città fu spostata nel luogo odierno..
È in questa regione che si sviluppò notevolmente nei primi anni del Vicereame del Perù l'industria vinicola, specialmente quella del Pisco. Le primi viti furono portate in Perù nel XVI secolo, dalle Isole Canarie, da Francisco de Caravantes; all'inizio del XVIII secolo le viti Iqueñe rendevano già 40.000 bottiglie di vino e 30.000 di acquavite (pisco) all'anno.
Nel 1786 il Perù fu diviso in intendenze ed Ica passò a far parte della Sovraintendenza di Lima; in quell'epoca il personaggio iqueño più famoso fu il marchese di Torre Hermosa.

### Indipendenza e repubblica

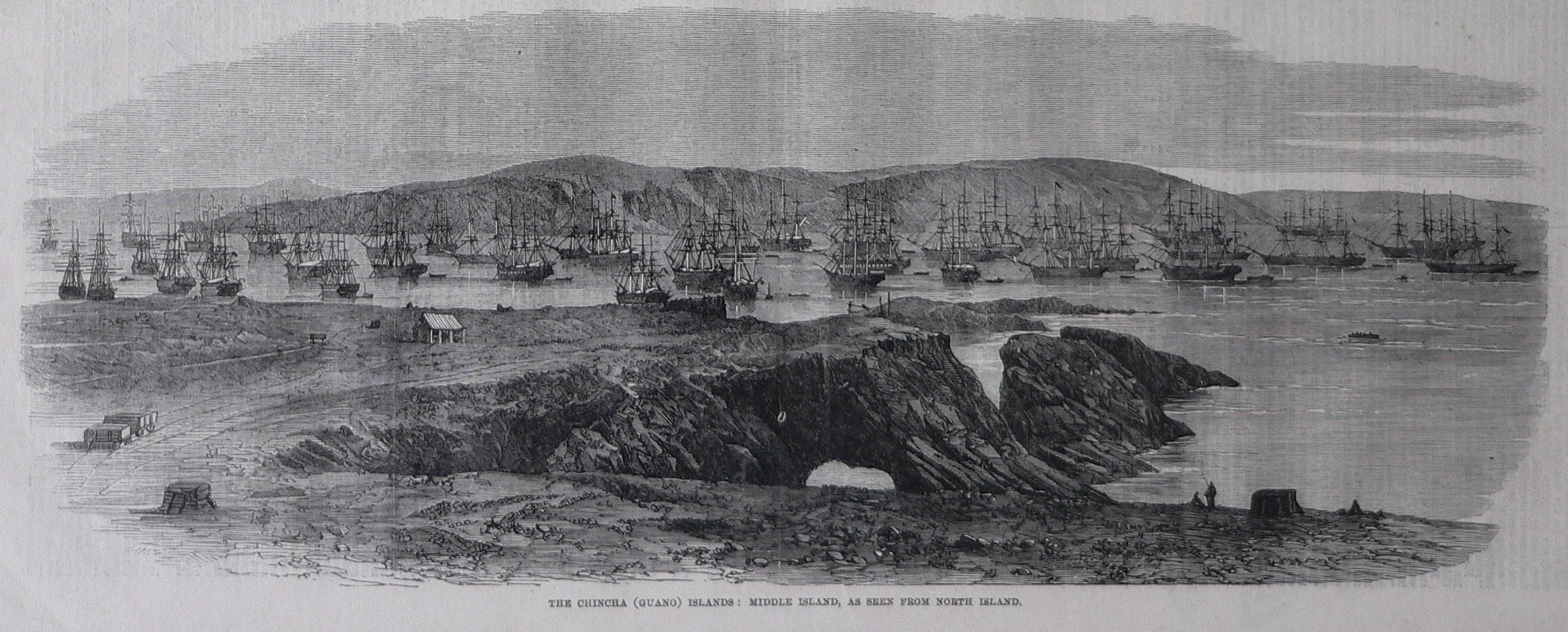
Isole guaneras in Chincha, Perù. 21.2.1863

Passarono circa 3 secoli sotto il dominio spagnolo fino all'inizio dei primi movimenti indipendentisti. La baia di Paracas fu il luogo eletto dal generale José de San Martín y Matorras per far sbarcare la propria spedizione, fatto che decise l'indipendenza del Perù.
San Martín partì da Valparaíso (Cile), il 20 agosto 1820, al comando di 11 navi da guerra e 15 da trasporto, conducendo più di 4000 soldati di nazionalità argentina, peruviana e cilena.
Il generale sbarcò a Paracas l'8 settembre del 1820. Stabilì il proprio quartier generale a Pisco, da dove chiamò altri peruviani a sommarsi alle proprie truppe. Poi divise le proprie forze per avanzare fino a Chincha e Nazca, luogo dove avvenne la battaglia del 14 ottobre, nella quale 250 uomini dell'esercito di San Martín presero la "Villa de Nasca" vincendo i realisti. Nasca proclamò l'indipendenza il 16 ottobre. L'indipendenza di Ica fu proclamata nella città dal generale Juan Antonio Álvarez de Arenales il 20 ottobre del 1820.
Con la successiva demarcazione politica repubblicana, Ica rimase inclusa nella giurisdizione politica e amministrativa di Lima. Con il trascorrere del tempo, Ica acquisisce sempre più importanza agricola e nel 1855 il presidente Ramón Castilla ritenne di poterla separare emanando il decreto che creava la Provincia Litorale di Ica.
Il 30 gennaio del 1866, il colonnello dell'esercito peruviano Mariano Ignacio Prado, in qualità di capo supremo provvisorio della Repubblica, creò il dipartimento di Ica. Durante il suo governo si venne dichiarata guerra alla Spagna, con la quale Ica perse il controllo temporaneo delle isole Chincha.

### Guerra con il Cile
Durante la guerra con il Cile, Pisco fu lo scenario dello sbarco di una delle tre divisioni che accompagnarono il generale cileno Manuel Baquedano fino alla conquista di Lima. Le popolazioni di Ica offrirono resistenza agli invasori senza molta fortuna.

### XX secolo

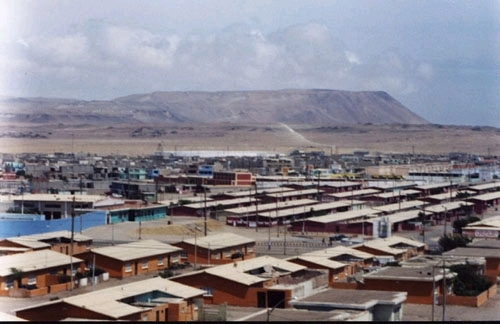
Territorio minerario di Marcona.

I primi decenni del XX secolo segnarono un marcato sviluppo agricolo nel territorio di Ica, soprattutto a Chincha e Ica; i proprietari terrieri fecero grandi investimenti per migliorare i campi e la produzione agricola. A Pisco, l'agricoltore Portoricano Fermín Tangüis, sviluppò nel 1915 una varietà resistente di cotone, che oggi porta il suo nome.
Nel deserto di Nazca Toribio Mejía Xesspe scoprì nel 1926 le Linee di Nazca, poi studiate dalla matematica tedesca Maria Reiche, la quale dedicò più di mezzo secolo della propria vita a questo scopo.
Negli anni cinquanta, a sud di Nazca, su un altipiano di 800 m s.l.m., la compagnia nordamericana Marcona Mining Company inizia lo sfruttamento del giacimento di ferro di Marcona; in relazione a questo sfruttamento, si sviluppò anche il porto e il comune di San Juan de Marcona.
Durante la dittatura del generale Juan Velasco Alvarado molte delle fattorie furono espropriate da parte dello Stato.
Nel breve tentativo di regionalizzazione del Perù 1987-1992, il dipartimento di Ica fece parte della VII regione, chiamata "Los Libertadores –Wari", unendo provvisoriamente Ica, Ayacucho e Huancavelica e le province di Andahuaylas e Chincheros, che si separarono da Apurímac.
Attualmente, pur affrontando alcune crisi come, ad esempio, la siccità, Ica è una delle regioni con maggiore sviluppo del paese, grazie all'industria, all'agricoltura e al boom delle esportazioni di uva, asparagi, paprica, ecc.
Inoltre, nelle città del dipartimento c'è un marcato sviluppo commerciale e dei servizi turistici, dovuto all'affluenza di turisti che visitano diversi luoghi della regione.

## Geografia fisica

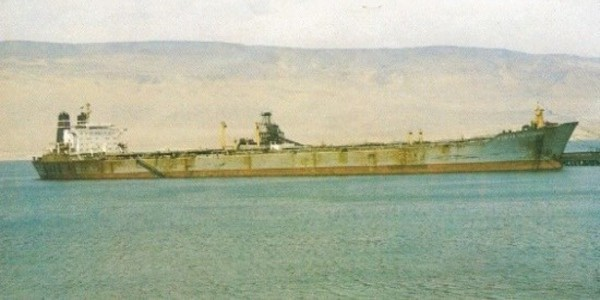
Baia e porto San Nicolás a Marcona.

- Idrografia: río San Juan (Chincha), Pisco, Ica e río Grande (Palpa e Nazca).
- Vette: Yana Caccha (a 4.400 m s.l.m.) e Rumi Cruz (a 4.200 m s.l.m.), entrambe nella Chincha.
- Isole: isola San Gallán, isola Ballestas, isola La Vieja (Independenza) e isola Chincha.
- Laghi: Huacachina nella provincia di Ica e Morón nella provincia di Pisco.
- Porti marittimi: General San Martín e porto San Nicolás a San Juan de Marcona.
- Paludi: palude di Pisco e paludi de Casalla nella provincia di Pisco.

### Ubicazione
È un dipartimento principalmente costiero, benché abbia parti appartenenti alla Cordigliera delle Ande. Confina a nord con il dipartimento di Lima, al sud con il dipartimento di Arequipa; ad est con i dipartimenti di Huancavelica e Ayacucho; ad ovest è bagnata dall'oceano Pacifico. Per la sua ubicazione strategica Ica è una porta verso la costa dei prodotti del dipartimento di Ayacucho, Cuzco e Huancavelica.
- Superficie: 21.3327,83 km²
- Latitudine sud: 12º 57´ 42"
- Longitudine Ovest: compresa tra i meridiani 75º 36´ 43" y 76º 23´ 48"
- Densità demografica: 31,2 abitanti/km²
- Popolazione:

- Totale: 665.592 abitanti (*)

- Maschi: 330.427 = 49,64% (*)
- Femmine: 335.165 = 50,36% (*)

- Capitale del Dipartimento: Ica
- Altitudine della capitale: 406 m s.n.m.
- Numero di province: 5
- Numero di distretti: 43
- Clima: normalmente caldo e secco durante il giorno. Una temperatura annualme media di 22 °C

(*) X Censo de Población y V de Vivienda, 2005-Instituto Nacional de Informática y Estadística del Perú (INEI-Perú, 2005).

### Clima
Ica possiede un clima caldo desertico di tipo subtropicale secco, con una temperatura media di circa 22 °C. A differenza della costa centrale come (Ancash e Lima), il clima iqueño è secco e soleggiato anche durante i mesi invernali, benché le notti invernalisono più fredde e la temperatura può scendere a 7 o 8 °C. Le estati sono più calde e secche rispetto alla costa centrale del Perù e la temperatura può arrivare anche a 36 °C, soprattutto nella città di Ica che è situata all'interno. La presenza di venti forti o venti con pioggia (paracas) sono molto comuni durante i mesi estivi.

## Infrastrutture e trasporti
La regione di Ica è ubicata strategicamente rispetto alla infrastruttura viaria. La carretera Panamericana Sur attraversa le 5 province che formano il dipartimento; inoltre attraverso la provincia di Nasca passerà il Carretera Interoceánica che promette di collegare il Perù al Brasile giungendo fino al porto di Marcona. Nella provincia di Pisco c'è la via "Los Libertadores" che collega la regione di Ica alle montagne centrali e sud-centrali del Perù.
La regione di Ica possiede infrastrutture aeree importanti:
- aeroporto internazionale a Pisco
- aerodromo a Ica
- pista di atterraggio a Palpa
- aerodromo a Nazca
- pista di atterraggio a Marcona

## Politica

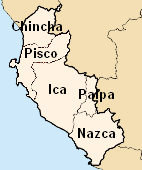
Province di Ica

Come tutti i dipartimenti del Perú e la Provincia costituzionale di Callao, il dipartimento di Ica forma temporaneamente una regione de facto, con un governo regionale proprio.

### Elenco delle province
- provincia di Chincha
- provincia di Pisco
- provincia di Ica
- provincia di Palpa
- provincia di Nazca

### Aree naturali protette
- Riserva nazionale di Paracas

## Economia
L'agricoltura è l'attività principale, specialmente nella coltivazione del cotone, legumi (ceci, e fagioli) e viti, base della industria vinicola della zona, da dove ha origine il pisco, liquore peruviano. Attualmente sta sviluppandosi la coltivazione di asparagi e pecan per l'esportazione. Gli introiti per la produzione di asparagi a Ica ha trasformato il Perù nel primo esportatore mondiale di questo prodotto (FAOSTAT, 2006).
Marcona (Nazca), è l'unica miniera di ferro del paese e i suoi giacimenti sono i più importanti della costa dell'oceano Pacifico. Esiste una buona industria siderurgica nella provincia di Pisco.
A Paracas, ci sono otto fabbriche di farina di pesce.
Lo sviluppo della regione di Ica si basa su quattro settori: agricoltura, miniera, pesca e turismo, settori di vitale importanza per l'intero paese.

### Agricoltura
Ica ha un grande potenziale di esportazione; possiede il 65% della esportazione agricola del Perù. Attualmente si stanno esportando 46 prodotti tra i quali: asparago, uva, mapo, mandarino, carciofo, cipolla, avocado, paprica, ecc. I dati delle terre coltivate nella regione di Ica, sono:
- superficie della regione di Ica: 2 130 551 ha
- area sfruttabile: 234 454 ha}
- terre coltivate: 116 909 ha

Nel settore agropecuario si esporta: lana di vigogna, tacchini, pollame, uova, cavallo peruviano da trasporto e cavallo da corsa.
La regione di Ica è privilegiata per questo tipo di investimenti, per la qualità del suolo, per il clima, per le ore di sole, per la luminosità e per le risorse idriche; ha anche porti e aeroporti, oltre ad essere vicina alla capitale del Perù.

### Miniera
Il settore minerario è rappresentato dal ferro di Marcona. Nell'anno 2004, la produzione di Ferro ha raggiunto i 4.247.174 di tonnellate.
Il territorio iqueño possiede grandi giacimenti di oro, argento, rame, solfato di rame, cobalto, oltre ad altri minerali che non possono essere sfruttati per mancanza di investimenti.
La regione di Ica, attualmente, grazie al gas naturale, è una regione con un alto livello energetico; inoltre ci sono progetti per ricercare tramite esplorazioni sismiche, sacche di petrolio nel sottosuolo.

### Pesca
La regione di Ica ha 6 porti artigianali: Tambo de Mora nella provincia di Chincha, San Andrés, El Chaco, Lagunilla e Laguna Grande, nella (provincia di Pisco), San Juan de Marcona nella provincia di Nazca, e 2 porti industriali: porto General José de San Martín nella provincia di Pisco e porto di San Nicolás a Marcona, situati strategicamente e con una grande aspettativa di sviluppo futuro.

### Turismo
Il potenziale turistico inizia nella provincia di Chincha e termina a Marcona nella provincia di Nazca. La regione di Ica ha siti archeologici e paleontologici, storici, eco turisctici e avventurosi.
La ricchezza turistica va d'accordo con la varietà gastronomica e inoltre la regione possiede la Denominazione di Origine per la produzione del pisco.
Attualmente Ica con i suoi centri turistici, storici, archeologici e paleontologici è considerata come la seconda regione più visitata del Perù, con approssimativamente 580.000 pernottamenti di turisti stranieri e nazionali, nell'anno 2004.

### Esportazioni
Il Governo Regionale di Ica e la Corporazione Finanziaria di Sviluppo (COFIDE), stanno sviluppando prodotti finanziari standard (PFE), che vengono esportati in grandi quantità a diversi paesi dell'America, Asia, Africa, Europa e Oceania. Tra questi prodotti:
- Paprica nella provincia di Nazca con 140 ha e un volume di esportazione di US$ 1.640.000,00
- Paprica nella provincia de Nazca con 50 ha e con un volume di esportazione di US$ 420.000,00.
- Paprica nella valle di Villacurí nella provincia di Ica con 90 ha e con un volume di esportazione di US$ 600.000,00.
- Asparagi a San Ramón nella provincia di Ica con 80 ha e con un volume di esportazione di US$ 2.200.000,00.
- Ají nella provincia di Palpa con 40 ha e con un volume di esportazione di US$ 650.000,00.

Ultimamente sono state aumentate le aree coltivate ad asparagi (200 ha nella provincia di Ica), avocado (70 ha nella provincia di Ica), uve di Pisco (150 ha nella provincia di Ica), uve da tavola (400 ha nella provincia di Ica), avocado (240 ha nella provincia di Chincha) e asparagi (200 ha nella provincia di Chincha).
Il Trattato di Libero Commercio con gli Stati Uniti d'America, aprirà nuovi mercati ai prodotti che si stanno già esportando e includerà nuovi prodotti, che si spera produca un nuovo impulso per lo sviluppo di questa prospera regione peruviana. Allo stesso modo, la Carretera Interoceánica progettata unitamente con il Brasile svilupperà i grandi porti di Ica: General José de San Martín nella provincia di Pisco e San Nicolás a Marcona nella provincia di Nazca, oltre a generare nuovi posti di lavoro.

### Turismo

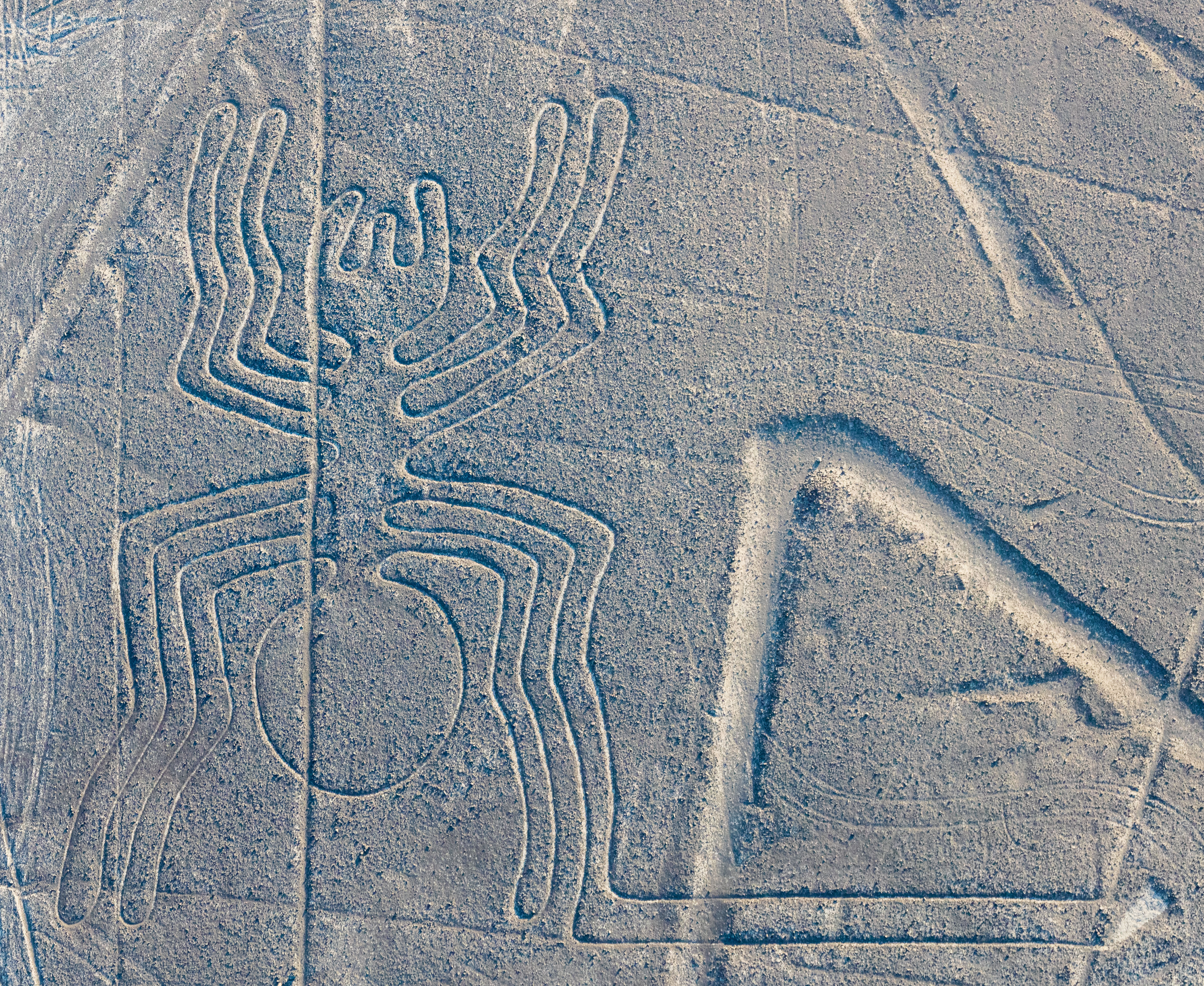
Linee di Nazca: figura del Ragno.

Le linee di Nazca sono famose e uniche al mondo. Sono site a 145 km a sud di Ica coprono la zona di pampa di San José, tra Nazca e Palpa. Sono linee tracciate sopra il deserto in epoche remote. Perfettamente tracciate, hanno resistito ai venti che soffiano nella zona. Studiate dalla matematica tedesca Maria Reiche; i suoi monumentali disegni rappresentano animali come il colibrì, la scimmia, il pesce, il ragno, ecc. Ci sono anche figure geometriche e una sorprendente spirale.
La riserva nazionale di Paracas è un luogo di spiagge molto attraenti, localizzata a Pisco. Si possono trovare formazioni rocciose gigantesche, come la cattedrale, una enorme cupola di pietra naturale, scolpita dalla forza del vento.
L'oasi di Huacachina è una laguna circondata da palmizi e nascosta tra le dune, situata 5 km a ovest di Ica; è un'oasi nel deserto, dove si praticano sport di avventura.
Il complesso archeologico "La Centinela" nel distretto di Chincha Baja nella Chincha è un tesoro tramandato dalla civiltà Chincha; a Pisco troviamo la cittadella inca di Tambo Colorado.
Tra le attrazioni turistiche della regione:
- la città di Chincha
- la città di Pisco
- la città di Ica
- la città di Paracas
- le isole Ballestas
- il lago di Huacachina
- le Linee di Nazca
- la riserva nazionale di Paracas

## Ecologia

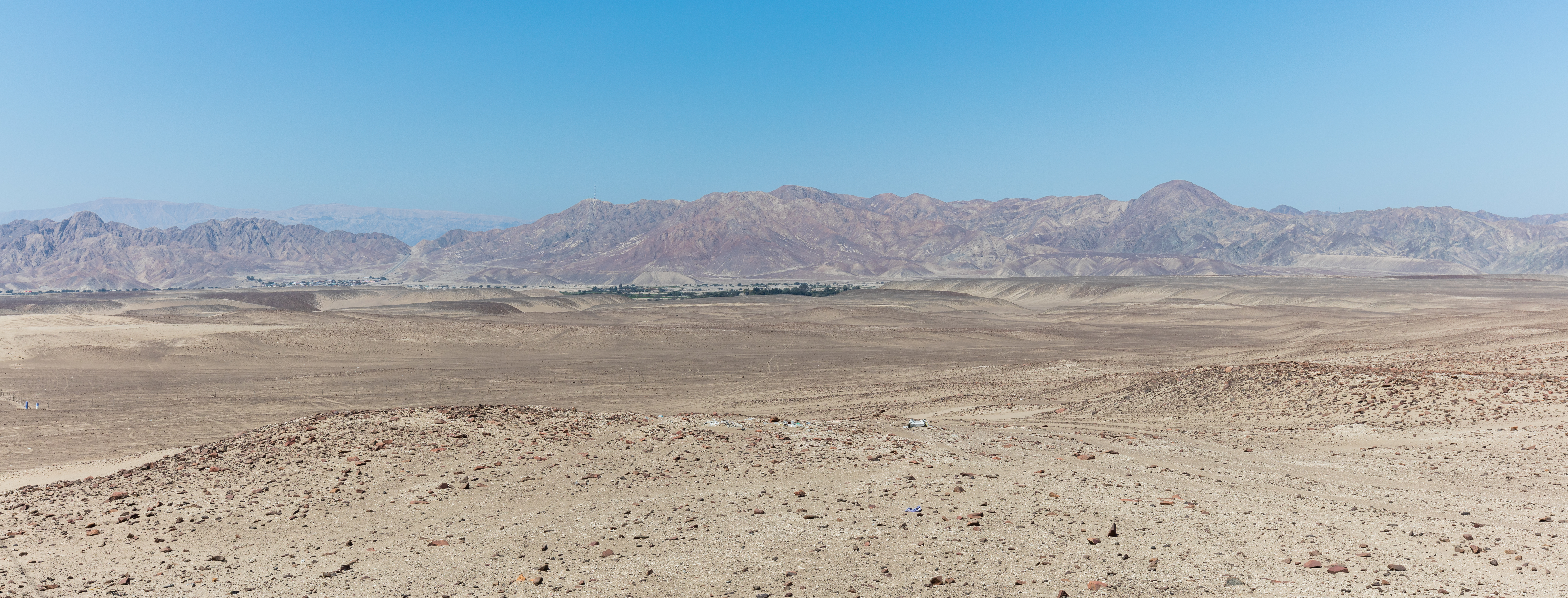
Paesaggio vicino Ica

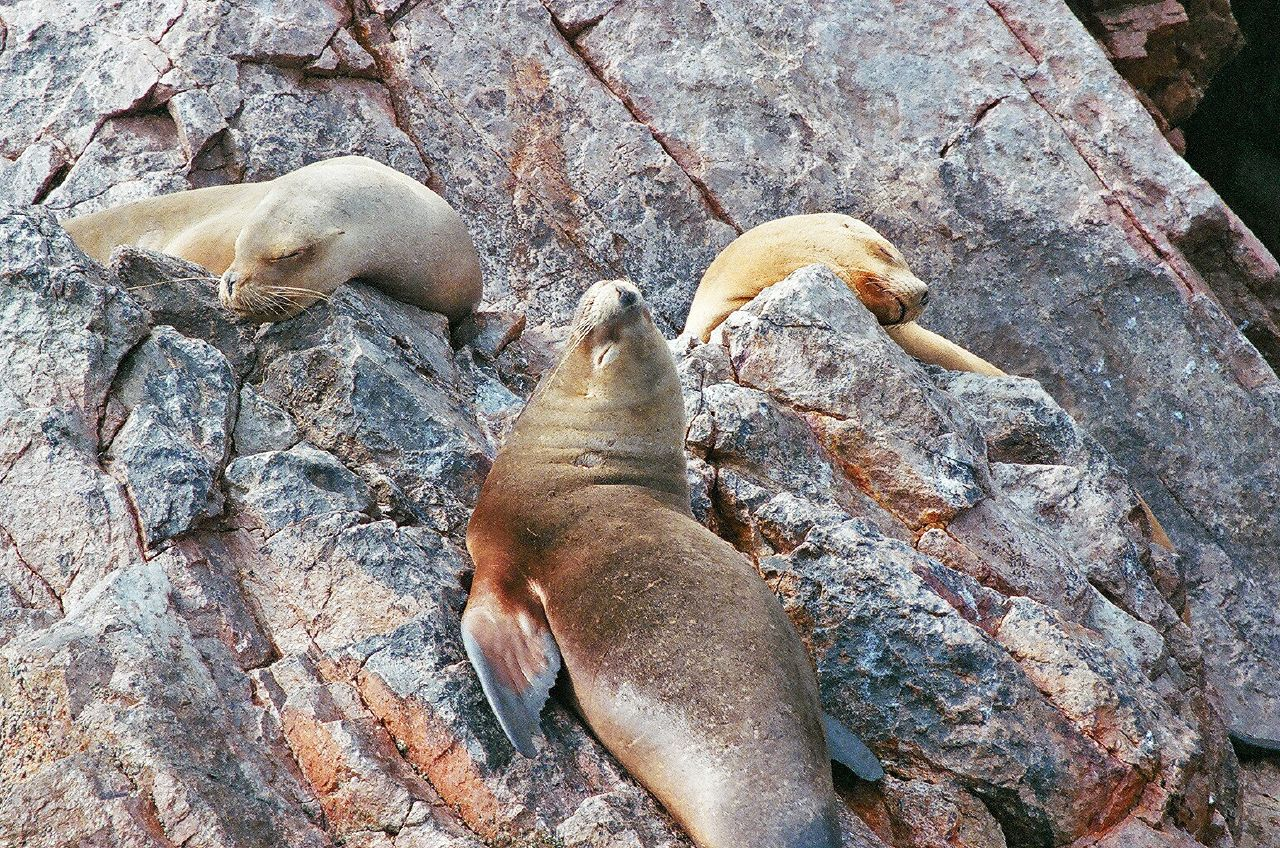
Elefanti marini alle Isole Ballestas.

La Riserva nazionale di Paracas costituisce una delle più importanti aree naturali del Perù, i suoi più di 3350 km² (tra terra e mare) protegge una grande quantità di specie marine, come i pinguini di Humboldt, uccelli produttori di guano, elefanti marini, gru, ecc. che molto spesso sono minacciate dall'azione irresponsabile dell'uomo, che mette in pericolo l'ecosistema.
A sud del dipartimento di Ica, a Marcona la Riserva di Punta San Juan costituisce l'habitat naturale della maggior colonia di pinguini di Humboldt del Perù; non lontano si trova l'Ensenada de San Fernando, luogo ricco di biodiversità marina dove si possono trovare elefanti di mare, delfini, nutrie di mare e anche balene e cachalote. È l'unico luogo della costa peruviana dove arriva il guanaco e il condor andino. Ciò nonostante, ultimamente, questo santuario naturale è minacciato dall'inquinamento dell'industria mineraria.
I Boschi secchi di huarango costituiscono un'altra importante fonte di conservazione della regione.

## Educazione

### Collegi pubblici e privati
- Total: 1.149.
  - Educazione infantile: 394.
  - Educazione elementare: 574.
  - Educazione secondaria: 181

### Università
- Università Nacional San Luis Gonzaga
- Università Alas Peruanas (**)
- Università San Juan Bautista (**)
- Università Ada A. Byron (**)

(**) Università privata.

### Scuole superiori
- Escuela Superior de Formación Artística Pública "Sérvulo Gutiérrez" Ica